# Чёрная свеча
Чёрная свеча — роман, написанный в соавторстве Владимиром Семёновичем Высоцким и Леонидом Васильевичем Мончинским. В романе описывается быт заключённых в лагерях ГУЛАГа.

## История создания
В 1976 году Владимир Высоцкий совершал поездку по Иркутской области. Вместе с известным создателем артелей Вадимом Тумановым и писателем Леонидом Мончинским посетили Бодайбо — центр золотодобычи Сибири. Во время посещения артели «Лена» Высоцкий познакомился с золотодобытчиками, многие из которых были бывшими заключёнными. Ещё до поездки Высоцкий планировал создать сценарий фильма о лагерной жизни, и сняться в главной роли, но Леонид Мончинский убедил Высоцкого сначала написать книгу.
Первая часть книги («Побег») была написана при жизни Высоцкого, вторая — «Стреляйте, гражданин начальник!» — была дописана Л. Мончинским в 1984 году.
Во время печатания первого варианта романа, машинистка получила сильное нервное потрясение и не смогла продолжить работу над книгой.
Впервые роман был опубликован в 1992 году. Сдано в набор 18.12.91. Подписано в печать 7.02.92. Тираж 300 000 экз. (Московская Международная школа переводчиков. Москва. 1992.)
Первый тираж книги составил около 100 тысяч экземпляров, общий — более 2 млн.
Впервые роман был презентован в Москве в 1992 году, при участии близких друзей Высоцкого и Мончинского. Юрий Сушко, в своей книге «Друзья Высоцкого», утверждает, что Владимир Высоцкий к написанию книги не имел никакого отношения, и был указан соавтором лишь для большего коммерческого успеха книги.

## Сюжет
В центре повествования — жизнь заключенных одного из бесчисленных лагерей ГУЛАГа, в частности непростая судьба бывшего моряка, выдающегося боксёра Вадима Сергеевича Упорова, осужденного за участие в несанкционированном поединке с американским спортсменом. В романе подробно описывается тяжелая лагерная действительность, борьба за выживание в условиях постоянного голода, изматывающей работы, сурового режима и интриг соперничающих воровских группировок.

## Отзывы критиков
Литературные критики и криминальные авторитеты, выступившие в качестве экспертов, отметили достоверность происходящего, объективность характеристик персонажей.

## Экранизация
В 2006 году по мотивам романа режиссёром Владимиром Яканиным был снят художественный фильм «Фартовый» с Владимиром Епифанцевым в главной роли.